# Smaker från Fjällbacka
Smaker från Fjällbacka är en kokbok skriven av författaren Camilla Läckberg och kocken Christian Hellberg. Den utkom i maj 2008. Det är författarnas första kokbok.